# 브로큰 시티 (2013년 영화)
《브로큰 시티》(영어: Broken City)는 2013년에 공개된 미국의 네오누아르 범죄 스릴러 영화이다.

## 줄거리
뉴욕 경찰국 경관 빌리는 강간 살인 용의자를 살해한 혐의를 받고 재판에 넘겨진다. 시장 호스테틀러가 감싸주면서 빌리는 정당 방위 판결을 받지만 호스테틀러는 빌리에게 경찰직을 그만두라고 권고한다.
7년 후 파산 직전에 내몰린 탐정 빌리에게 선거를 앞둔 호스테틀러 시장이 아내 캐슬린의 불륜 조사를 의뢰한다. 사실 호스테틀러는 후원자인 건설 도급업자 샘 랭커스터와 짜고 볼턴빌리지 공영 주택 계획을 무효화해 수백 명을 노숙자로 내몰고 고층 건물을 지어 개인 수익을 얻으려는 음모를 꾸미고 있었고, 이혼을 원하는 캐슬린은 관련 정보를 구하던 참이었다. 호스테틀러의 진짜 목적은 빌리를 이용해 캐슬린의 정보원을 알아내려는 것이었는데...

## 출연
- 마크 월버그 - 윌리엄 "빌리" 제임스 태거트 역
- 러셀 크로 - 니컬러스 호스테틀러 시장 역
- 캐서린 지타존스 - 캐슬린 호스테틀러 역
- 배리 페퍼 - 잭 밸리언트, 호스테틀러의 경쟁 후보 역
- 카일 챈들러 - 폴 앤드루스, 밸리언트의 선거 사무장 역
- 내털리 마르티네스 - 내털리 바로, 여자친구, 배우 지망생 역
- 제프리 라이트 - 칼 페어뱅크스 경무총장 역
- 알로나 탈 - 케이티 브래드쇼, 조수 역
- 마이클 비치 - 토니 잰슨 역
- 제임스 랜슨 - 토드 랭커스터 역
- 그리핀 던 - 샘 랭커스터 역
- 저스틴 체임버스 - 라이언 블레이크 역
- 그레고리 저바라 - 마이크 역
- 앤드리아 프랭클 - 검사 역
- 윌리엄 래그즈데일 - 데이비스 씨, 빌리의 변호사 역

## 기타 제작진
- 미술: 톰 더필드
- 의상: 베치 하이먼